# Mortimer (Adelsgeschlecht)
Die Familie Mortimer war eine anglonormannische Adelsfamilie, die ab dem 11. Jahrhundert bis 1425 in direkter männlicher Erbfolge zu den führenden Adelsfamilien der Welsh Marches gehörte. Während der Eroberung von Wales stieg die Familie Ende des 13. Jahrhunderts zu einer der bedeutendsten Adelsfamilien Englands auf. 1326 stürzte Roger Mortimer, 2. Baron Mortimer den englischen König Eduard II. Er übernahm faktisch selbst die Regentschaft und nahm den Titel Earl of March an, ehe er 1330 selbst gestürzt wurde. Sein Enkel konnte aber Mitte des 14. Jahrhunderts den Titel und die Stellung der Familie zurückerlangen. Obwohl die nächsten Familienoberhäupter alle jung starben, gehörte die Familie weiter zu den führenden englischen Adelsfamilien, bis sie 1425 in direkter männlicher Erbfolge ausstarb. In England, aber auch in Frankreich waren Nebenlinien der Familie begründet worden, die teils bis ins 16. Jahrhundert bestanden. Ihre Angehörigen erlangten aber nicht mehr größere politische Bedeutung.

## Ursprung der Familie in der Normandie und Erwerb von Besitzungen in England
Stammvater der Familie war Roger, der größere Besitzungen in der Normandie mit dem Mittelpunkt Saint Victor-en-Caux besaß. Bis 1054 hatte er für Herzog Wilhelm II. die Burg von Mortemer an der Grenze zur Grafschaft Amiens verwaltet, nach der er sich benannte. Sein Sohn Ralph de Mortimer konnte infolge der normannischen Eroberung von England bis 1086 zahlreiche Güter in insgesamt zwölf englischen Grafschaften erwerben, so dass er in England zu einem bedeutenden Magnaten aufstieg. Neben einträglichen Gütern in Südengland sowie weiteren Gütern in Yorkshire und Lincolnshire erwarb er vor allem umfangreiche Besitzungen in den Welsh Marches, deren Mittelpunkt Wigmore Castle war.

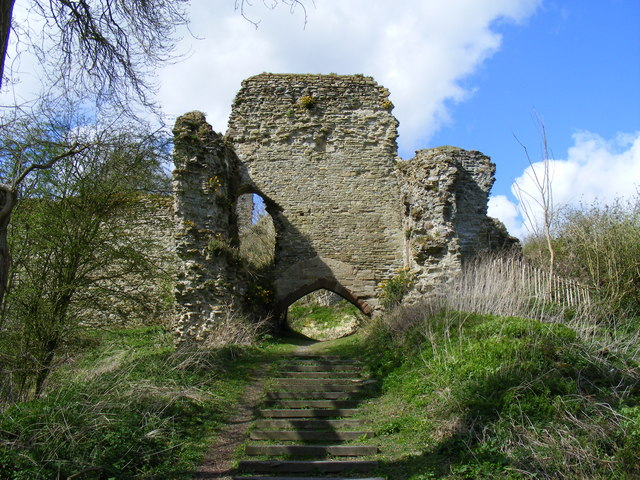
Die Ruinen von Wigmore Castle, dem früheren Hauptsitz der Familie Mortimer. Fotografie von 2009

## Weiterer Aufstieg der Familie als Marcher Lords
Ab dem 12. Jahrhundert gehörte die Familie zu den führenden Marcher Lords, die im ständigen Kampf gegen die walisischen Fürsten versuchten, ihre Besitzungen weiter nach Wales auszudehnen. Ralphs Sohn Hugh de Mortimer gelang es, während der sogenannten Anarchy Bridgnorth Castle zu besetzen. Roger II de Mortimer konnte nach wechselvollen Kämpfen gegen Ende des 12. Jahrhunderts die walisische Herrschaft Maelienydd erobern. Er musste jedoch nach der Eroberung der Normandie durch Frankreich 1204 auf seine dortigen Güter verzichten. Nach seinem Tod 1214 eroberten die Waliser während des Ersten Kriegs der Barone um 1215 Maelienydd zurück. Erst Ralph II de Mortimer konnte 1241 erneut Maelienydd erobern, doch um 1262 ging das Gebiet durch einen Aufstand der walisischen Bevölkerung wieder verloren. Roger III Mortimer gehörte während des Zweiten Kriegs der Barone zu den wichtigsten Unterstützern des späteren Königs Eduard I. Dieser belohnte ihn nach der Eroberung von Wales, indem er ihm 1277 nicht nur Maelienydd und das benachbarte Gwrtheyrnion, sondern 1279 auch noch Ceri und Cedewain übergab. Sein ältester Sohn Edmund Mortimer war wahrscheinlich an der Schlacht von Orewin Bridge beteiligt gewesen, bei der Ende 1282 der walisische Fürst Llywelyn ap Gruffydd getötet wurde. Er wurde regelmäßig zu den Parlamenten geladen, weshalb er als Baron Mortimer gilt.

## Aufstieg zum Earl of March und zeitweiser Sturz der Familie
Edmunds Sohn Roger Mortimer erwarb durch Heirat Ludlow Castle und weitere Gebiete in den Welsh Marches, dazu umfangreiche Besitzungen in Irland. Dort zeichnete er sich während der Herrschaft von Eduard II. auch als Militär und Verwalter aus. Durch die Günstlingswirtschaft des Königs wurde er aber zur Rebellion getrieben und gehörte 1321 zu den Anführern während des Despenser War. Anfang 1322 musste er sich dem König ergeben. Er wurde im Tower of London eingekerkert, aus dem er im August 1323 fliehen konnte. In Frankreich verbündete er sich 1325 mit Isabelle, der Frau von Eduard II., deren Liebhaber er wurde. Im Herbst 1326 landeten Mortimer und Isabelle mit einem kleinen Heer in England, und innerhalb kurzer Zeit gelang es ihnen, den unbeliebten Eduard II. zu stürzen. In der Folge übernahm Mortimer anstelle des minderjährigen Eduard III. die eigentliche Regentschaft von England. Er erhob sich 1328 zum Earl of March, ehe seine autokratische Herrschaft im Oktober 1330 durch einen Staatsstreich des jungen Königs beendet wurde. Mortimer wurde als Verräter hingerichtet und seine Besitzungen wurden beschlagnahmt. Seinem ältesten Sohn Edmund Mortimer gelang es aber, vor seinem frühen Tod 1331 einen Teil der Familiengüter zurückzuerhalten.

## Erneuter Aufstieg zum Earl of March und Ende in direkter männlicher Linie
Edmunds Sohn Roger Mortimer gelang es 1354, wieder zum Earl of March erhoben zu werden und den Großteil der Güter seines Großvaters zurückzuerhalten. Sein Sohn Edmund Mortimer, 3. Earl of March wurde durch seine Heirat mit Philippa, der Erbin von Lionel of Antwerp Earl of Ulster in Irland. Er starb bereits 1381 in Irland. Sein jüngerer Sohn Edmund Mortimer geriet als Militär während der Rebellion von Owain Glyndŵr in die Gefangenschaft der Rebellen. Er wechselte die Seiten, heiratete eine Tochter von Owain Glyndŵr und starb vor dem endgültigen Scheitern der Rebellion während der Belagerung von Harlech Castle. Sein Bruder, der 4. Earl of March war bereits mit 24 Jahren in Irland gefallen. Dessen Sohn Edmund Mortimer, 5. Earl of March sollte 1415 durch den Southampton Plot auf den englischen Thron gebracht werden, verriet den Plan aber an den König. Er starb 1425 kinderlos als King’s Lieutenant in Irland an der Pest. Nach seinem Tod fiel sein umfangreiches Erbe an seinen Neffen Richard of York, den ältesten Sohn seiner Schwester Anne Mortimer.

## Nebenlinien
Hugh Mortimer († um 1273), ein jüngerer Sohn von Ralph II de Mortimer, erbte von seinem Vater die Herrschaft Chelmarsh in Shropshire. Er heiratete Agatha de Ferrers († 1306), eine Tochter von William de Ferrers, 5. Earl of Derby und dessen ersten Frau Sybil Marshal. Seine Frau brachte als Erbin ihrer Mutter das Gut von Luton in Bedfordshire mit in die Ehe. Mit ihr begründete er eine Nebenlinie der Familie, die mit Hugh Mortimer, der 1403 als Unterstützer von König Heinrich IV. in der Schlacht von Shrewsbury fiel, in männlicher Erbfolge ausstarb. Sein Erbe wurde sein Cousin John de Cressi († 1407).

Wappen von Roger Mortimer, 1. Baron Mortimer of Chirk

Roger Mortimer, 1. Baron Mortimer of Chirk, ein jüngerer Sohn von Roger III Mortimer, begründete die Familie Mortimer of Chirk. Während der Eroberung von Wales erhielt er von König Eduard I. die nordwalisische Herrschaft Chirk. Aufgrund seiner Beteiligung am Despenser War und an der folgenden Rebellion gegen Eduard II. wurde die Herrschaft von der Krone beschlagnahmt. Sein Neffe Roger Mortimer, 1. Earl of March behielt nach dem Sturz von Eduard II. Chirk für sich und enterbte damit faktisch seinen gleichnamigen Cousin Roger Mortimer († vor 1331), den Sohn von Roger Mortimer of Chirk. Diesem blieb nur das Erbe seiner Mutter um Tedstone Wafer in Herefordshire. Dessen Enkel John Mortimer († nach 1361) musste 1359 auf alle Ansprüche auf Chirk verzichten. Seine Nachkommen blieben im Besitz von Tedstone Wafer und anderer Besitzungen, bis die Linie mit Sir John Mortimer 1504 in männlicher Erbfolge ausstarb.
Geoffrey Mortimer, ein jüngerer Sohn von Roger Mortimer, 1. Earl of March erbte von seiner Großmutter mütterlicherseits 1323 die französische Herrschaft Couhé sowie weitere Besitzungen in Frankreich. Er begründete dort eine Nebenlinie der Familie, die in männlicher Erbfolge bis nach 1559 bestand.

## Stammliste (Auswahl)
1. Roger I de Mortimer († nach 1080)
  1. Ralph I de Mortimer († nach 1104)
    1. Hugh I de Mortimer († zwischen 1148 und 1150)
      1. Roger de Mortimer († vor 1153)
      2. Hugh II de Mortimer († 1180 oder 1181)
        1. Hugh († vor 1181)
        2. Roger II de Mortimer († 1214)
          1. Hugh III de Mortimer († 1227)
          2. Ralph II de Mortimer († 1246)
            1. Roger III Mortimer (1231–1282)
              1. Ralph III Mortimer († 1274)
              2. Edmund Mortimer, 1. Baron Mortimer (1251–1304)
                1. Roger Mortimer, 1. Earl of March (1287–1330)
                  1. Edmund Mortimer, 1. Baron Mortimer (1302–1331/2)
                    1. Roger Mortimer, 2. Earl of March (1328–1360)
                      1. Edmund Mortimer, 3. Earl of March (1352–1381)
                        1. Roger Mortimer, 4. Earl of March (1374–1398)
                          1. Anne Mortimer (1390–1411) ⚭ Richard of Conisburgh, 1. Earl of Cambridge
                          2. Edmund Mortimer, 5. Earl of March (1391–1425)

                        2. Edmund Mortimer (1376–1409) ⚭ Catherine Glyndŵr

                  2. Geoffrey Mortimer (1308/9–1372/6)

              3. Roger Mortimer, 1. Baron Mortimer of Chirk († 1326)

            2. Hugh de Mortimer, Lord of Chelmarsh († um 1274) ⚭ Agatha de Ferrers († 1306)

        3. Ralph de Mortimer
        4. William de Mortimer